# 606 Brangane
606 Brangane је астероид главног астероидног појаса. Приближан пречник астероида је 35,54 ,
а средња удаљеност астероида од Сунца износи 2,585 астрономских јединица (АЈ).
Инклинација (нагиб) орбите у односу на раван еклиптике је 8,626 степени, а орбитални период износи 1518,869 дана (4,158 године). Ексцентрицитет орбите астероида износи 0,220.
Апсолутна магнитуда астероида износи 10,38 а геометријски албедо 0,098.
Астероид је откривен 18. септембра 1906. године.